# Телетабиси
Телетабиси (енгл. Teletubbies) британска је телевизијска серија за предшколски узраст. Ради се о шареним ликовима налик на децу - Телетабисима. Сваки од њих има антену другачијег облика и "телевизор" на стомаку. Дизајнирани су по моделу медведа. Серија је светски хит, приказивала се у више од 120 држава на преко 45 језика. Уводна шпица је заузимала прво место на британским музичким топ листама 1997. и улазила је у најбољих 75 током 32 недеље. Продало се преко милион CD-ова. Први серијал има 365 епизода, и завршен је 2002. године, а нових 60 епизода су објављене 2014. Оригинална серија се у Србији и Црној Гори приказивала на РТС 1 2001. године, а у Србији, Црној Гори, Босни и Херцеговини и Македонији приказивала се од 2008. на Ултра ТВ, од 2014. на ТВ Мини и од 2015. на Boomerang на српском језику. Синхронизацију је 2003. радио студио Лаудворкс. Синхронизацију специјала је 2007. радио студио Призор. Нови серијал се у Србији, Црној Гори, Босни и Херцеговини и Македонији приказује на ТВ Мини, а српску синхронизацију је радио студио Блу хаус.

## Радња
Радња се одвија на месту пуном траве, биљака, зечева и птица. Главно пребивалиште Телетабиса је у земљаној кући, која се утапа у земљу. Поред Телетабиса, тамо борави и Ну Ну - антропоморфни плави усисивач и звучници. Неколико радњи се понавља у свакој епизоди, као што су време за игру, јело, поподневни одмор и спавање. Свака епизода се завршава одјавом звучника и наратора, а тужни и разочарани Телетабиси ускачу у своју кућу кроз рупу на врху.

## Ликови
- Тинки Винки је први Телетабис, такође највећи и најстарији у дружини. Љубичасте је боје и има троугласту антену на глави. Често носи црвену (чаробну) ташну.
- Дипси је зелени Телетабис, има усправну антену и често носи црно-бели шешир. Најтврдоглавији је у дружини и често одбија да нешто уради. Лице му је знатно тамније од других Телетабиса, а творци су изјавили да је црнац.
- Лала је трећи Телетабис. Жута је и има заврнуту антену. Лала је јако слатка, воли да пева и плеше, и често је приказана како тражи друге Телетабисе. Њена омиљена играчка је наранџаста гумена лопта.
- По је четврти Телетабис, такође је најмања и најмлађа. Црвена је и има антену у облику штапића за прављење балончића од сапунице. По обично прича тихим, меким гласом и творци су изјавили да је кантонка.
- Ну Ну је антропоморфни усисивач, који представља заштитника и кућепазитеља за Телетабисе. Ретко излази напоље и све време чисти, испуштајући звук усисавања.
- Звучници су уређаји налик на цеви, излазе из земље и контактирају са Телетабисима. Они су једини ликови из Земље Телетабиса, који причају пуним реченицама.
- Беба Сунце се појављује на почетку и на крају сваке епизоде. Представља позив за буђење или спавање за Телетабисе.
- Зечеви браон боје су виђени по целој Земљи Телетабиса. Телетабиси уживају да их гледају како скакућу и играју се. Зечеви су једине праве животиње, које се срећу у Земљи Телетабиса, јер се птице зараво не виде, него само чују. Бораве у зечјим рупама и жбуњу.

## Улоге
| Име лика    | Глас (Оригинални серијал)  | Глас (Нови серијал)          | Глас (Главна серија)            | Глас (Специјали)           | Глас (Нови серијал)            |
| ----------- | -------------------------- | ---------------------------- | ------------------------------- | -------------------------- | ------------------------------ |
| Тинки Винки | Дејв Томпсон Сајмон Шелтон | Јеремаја Крег                | Ненад Стојменовић               | Марко Живић                | Милан Тубић                    |
| Дипси       | Џон Симит                  | Ник Келингтон                | Горан Јевтић                    | Марко Марковић             | Марко Марковић                 |
| Лала        | Ники Смедли                | Ребека Хајланд               | Марија Дакић                    | Душица Синобад             | Мина Лазаревић                 |
| По          | Пуи Фан Ли                 | Рашел Бејфарт                | Бојана Стефановић               | Александра Цуцић           | Јелена Стојиљковић             |
| Наратор     | Тим Витлан Тоја Вилкокс    | Данијел Ригби Антонија Томас | Предраг Ђорђевић Драгана Кауцки | Марко Живић Душица Синобад | Милан Тубић Јелена Стојиљковић |

## Специјали / DVD издања
Компанија Millennium film & video je 2007. издала неколико DVD-јева са специјалима, који су и у Србији и у Великој Британији били доступни само на DVD-у. Сваки DVD је садржао српску и хрватску синхронизацију и продавали су се у Србији, Црној Гори, Босни и Херцеговини, Македонији и Хрватској. Српску синхронизацију је радио студио Призор.